# トリスタン・ウヨア
トリスタン・ウヨア（Tristán Ulloa、1970年5月6日 - ）は、フランス・オルレアン出身、主にスペインで活動している俳優・著作家・監督。祖父母はスペインからフランスへの亡命者である。2001年にフリオ・メデムが監督したルシアとSEXではゴヤ賞主演男優賞にノミネートされた。

## 出演作品
- 2020年 シスター戦士
- 2019年 ターミネーター:ニュー・フェイト
- 2012年 アステリックスの冒険 秘薬を守る戦い
- 2009年 友よその罪を葬れ
- 2006年 サルバドールの朝（オリオル・アラウ）
- 2005年 三銃士 妖婦ミレディの陰謀
- 2001年 ルシアとSEX
- 1999年 ネイムレス 無名恐怖（キロガ）